# シャイナー (バンド)
シャイナー(Shiner)は、アメリカのロックバンド。1992年にカンザスシティで結成。

## 略歴
1992年、アレン・エプリー、ショーン・シェリル、ジェフ・ブラウンの3人で結成されるが、程なくブラウンが脱退しティム・ドウが加入。1993年にシングル「"Brooks" / "Released"」でデビュー。サニー・デイ・リアル・エステイト、チョアー、ジョーボックス、シーズン・トゥ・リスク、ジーザス・リザードらとツアーを行い知名度を高める。1994年、シェラックのボブ・ウェストンによるプロデュースの下でエレクトリカル・オーディオでレコーディングを行い、1996年に1stアルバム『Splay』をリリース。この後ショーン・シェリルが脱退し、元シーズン・トゥ・リスクのポール・マリノウスキが新しく加入した。
1997年に2ndアルバム『Lula Divina』とサブ・ポップよりシングル「"Sleep it Off" / "Half Empty"」をリリース。その後新ドラマーとして元モリー・マグワイアのジェイソン・ジャーケン、ギタリスト及びキーボーディストとして元シーズン・トゥ・リスクのジョシュ・ニュートンが新しく加入し、2000年に3rdアルバム『Starless』をリリース。翌2001年にジョーボックスのJ.ロビンスによるプロデュースの4thアルバム『The Egg』をリリース（日本版は色違いのジャケットで限定ボーナストラック2曲収録）し、その後初来日。2002年にバンドは解散を発表し、翌年1月に最終公演を行った。解散後にエプリーはザ・ライフ・アンド・タイムスを結成、マリノウスキとジャーケンはオープン・ハンド、ニュートンはWith Knivesというバンドにそれぞれ加入し活動を行う。
2012年にバンドは『The Egg』のレコード・リイシューを記念する再結成を発表し、8月にニューヨーク、ロサンゼルス、ローレンス、シカゴで公演を行った。

## メンバー

### 最終的なメンバー
- アレン・エプリー（Allen Epley） - ギター、ボーカル
- ポール・マリノウスキ（Paul Malinowski） - ベース
- ジョシュ・ニュートン（Josh Newton） - ギター、キーボード
- ジェイソン・ジャーケン（Jason Gerken） - ドラムス

### 脱退したメンバー
- ジェフ・ブラウン（Jeff Brown） - ドラムス
- ティム・ドウ（Tim Dow） - ドラムス
- ジョエル・ハミルトン（Joel Hamilton） - ギター ※サポートメンバー
- ショーン・シェリル（Sean Sherrill） - ベース

## 作品

### アルバム
- Splay （1996年）
- Lula Divina （1997年）
- Starless （2000年）
- The Egg （2001年）

### シングル、EP
- "Brooks" / "Released" （1993年）
- "Crush" / "Exhaust" （1994年）
- "Floodwater" / "Cowboy" （1995年）
- "Sleep It Off" / "Half Empty" （1997年）
- "Farewell Bend Merger" （1998年）
- "Semper Fi" / "Sailor's Fate" （1999年）
- Making Love E.P. （2000年）